# Associazione Calcio Pisa 1909 2013-2014
Questa voce raccoglie le informazioni riguardanti l'Associazione Calcio Pisa 1909 nelle competizioni ufficiali della stagione 2013-2014.

## Stagione
La stagione 2013-2014 del Pisa è la quarta stagione consecutiva in Prima Divisione e la 35ª complessiva nella terza serie. La squadra del confermato allenatore Dino Pagliari partecipa al primo turno della Coppa Italia Tim Cup battendo (1-0) il Termoli, venendo eliminata nel turno successivo dal Siena sconfitta (4-1) al Franchi. Una volta eliminato dalla coppa maggiore, il Pisa subentra in Coppa Italia Lega Pro partendo dalla fase a eliminazione diretta, in cui, dopo aver superato il primo turno battendo la Reggiana (3-0), viene eliminato nel turno successivo dal Cuneo perdendo (5-2) in Piemonte. 
In campionato la squadra nerazzurra raccoglie 24 punti nel girone di andata e 28 nel girone di ritorno. Dalla 18ª giornata di campionato subentra al posto di Pagliari nel ruolo di allenatore Francesco Cozza, poi dalla 30ª giornata c'è altro cambio con Leonardo Menichini, con il quale arriva il sesto posto finale nel girone B con 52 punti, che vale la qualificazione per i Play-off. Nei quarti il Pisa supera in trasferta (0-1) l'Aquila, mentre in semifinale pareggia all'Arena (0-0) con il Frosinone e perde (2-1) in Ciociaria, rimanendo così in Lega Pro Prima Divisione.

## Divise e sponsor
Il fornitore ufficiale di materiale tecnico per la stagione 2013-14 è Joma, mentre gli sponsor di maglia sono Consorzio Gruppo Greco e
Gruppo Bulgarella Biancoforno.
| Prima divisa | Trasferta | Terza divisa |

## Organigramma societario
La disposizione delle sezioni e la presenza o meno di determinati ruoli può essere variata in base a spazi occupati e dati in possesso.
Area direttiva
- Presidente: Carlo Battini
- Direttore generale: Fabrizio Lucchesi

Area organizzativa
- Segretario generale: Piero Baffa
- Team manager: Riccardo Silvestri

Area comunicazione
- Responsabile: Riccardo Silvestri

Area tecnica
- Direttore sportivo: Umberto Aringhieri
- Allenatore: Dino Pagliari, da "gennaio" Francesco Cozza, da "aprile" Leonardo Menichini
- Allenatore in seconda: Massimo Innocenti
- Preparatore dei portieri: Martino Giuseppe

Area sanitaria
- Responsabile: Sergio Precisi
- Medico sociale: Fernando Burchi
- Massaggiatore: Marco Deri

## Rosa
Rosa aggiornata al 2 settembre 2013.
| N. |                   | Ruolo | Calciatore         |
| -- | ----------------- | ----- | ------------------ |
|    | Italia (bandiera) | P     | Ivan Provedel      |
|    | Italia (bandiera) | P     | Maurizio Pugliesi  |
|    | Italia (bandiera) | D     | Edoardo Goldaniga  |
|    | Italia (bandiera) | D     | Rocco Sabato       |
|    | Italia (bandiera) | D     | Lorenzo Cardarelli |
|    | Italia (bandiera) | D     | Paolo Rozzio       |
|    | Italia (bandiera) | D     | Massimo Lucarelli  |
|    | Italia (bandiera) | D     | Alexander Caputo   |
|    | Italia (bandiera) | D     | Marco Speranza     |
|    | Serbia (bandiera) | D     | Jevrem Kosnic      |
|    | Italia (bandiera) | D     | Eros Pellegrini    |
|    | Italia (bandiera) | D     | David Simoncini    |
|    | Italia (bandiera) | C     | Gianluca Sampietro |

| N. |                    | Ruolo | Calciatore                    |
| -- | ------------------ | ----- | ----------------------------- |
|    | Italia (bandiera)  | C     | Bruno Martella                |
|    | Italia (bandiera)  | C     | Daniele Mannini               |
|    | Italia (bandiera)  | C     | Nicola Mingazzini             |
|    | Italia (bandiera)  | C     | Michael Cia                   |
|    | Italia (bandiera)  | C     | Francesco Favasuli (capitano) |
|    | Italia (bandiera)  | C     | Alberto Melis                 |
|    | Camerun (bandiera) | C     | Louise Parfait                |
|    | Italia (bandiera)  | A     | Mauro Bollino                 |
|    | Italia (bandiera)  | A     | Aiman Napoli                  |
|    | Italia (bandiera)  | A     | Francesco Forte               |
|    | Italia (bandiera)  | A     | Luca Strizzolo                |
|    | Italia (bandiera)  | A     | Giuseppe Giovinco             |
|    | Marocco (bandiera) | A     | Rachid Arma                   |

## Risultati

### Lega Pro Prima Divisione

#### Girone di andata
| Arbitro: | Dei Giudici (Latina) |

|  |           |              |
|  | Marcatori | 51’ Martella |

| Arbitro: | Verdenelli (Foligno) |

|          |           |                |
| Arma 16’ | Marcatori | 26’ D. Ciofani |

| Arbitro: | Lanza (Nichelino) |

|  |           |          |
|  | Marcatori | 11’ Arma |

| Arbitro: | Guccini (Albano Laziale) |

|                                                           |           |                |
| Arma 13’, 48’ (rig.) Sampiero 45’ Martella 64’ Napoli 78’ | Marcatori | 61’, 85’ Danti |

| Catanzaro 29 settembre 2013, ore 15:00 CEST 5ª giornata | Catanzaro               | 0 – 0 referto | Pisa | Stadio Nicola Ceravolo (4523 spett.)\| Arbitro: \| Ripa (Nocera Inferiore) \| |
| Arbitro:                                                | Ripa (Nocera Inferiore) |               |      |                                                                               |

| Arbitro: | D'Angelo (Ascoli Piceno) |

|          |           |                              |
| Arma 16’ | Marcatori | 10’ Di Nola 90+3’ Bartolomei |

| Arbitro: | Ros (Pordenone) |

|  |           |          |
|  | Marcatori | 33’ Arma |

| Arbitro: | Mainardi (Bergamo) |

|                                  |           |  |
| Forte 30’ Bollino 50’ Napoli 60’ | Marcatori |  |

| Arbitro: | Martinelli (Roma) |

|                |           |  |
| Caccavallo 30’ | Marcatori |  |

| Arbitro: | Rasia (Bassano del Grappa) |

|                                |           |                |
| Kosnic 75’ Favasuli 90’ (rig.) | Marcatori | 43’ Vegnaduzzo |

| Arbitro: | Cifelli (Campobasso) |

|               |           |               |
| Montiel 90+1’ | Marcatori | 71’ A. Caputo |

| Pisa 17 novembre 2013, ore 14.30 CET 12ª giornata | Pisa             | 0 – 0 referto | Grosseto | Stadio Arena Garibaldi - Romeo Anconetani (4.824 spett.)\| Arbitro: \| Abisso (Palermo) \| |
| Arbitro:                                          | Abisso (Palermo) |               |          |                                                                                            |

| Arbitro: | Serra (Torino) |

|           |           |           |
| Roman 69’ | Marcatori | 90’ Forte |

| Pisa 1º dicembre 2013, ore 14:30 CET 14ª giornata | Pisa                  | 0 – 0 (0 – 0) referto | Salernitana | Stadio Arena Garibaldi - Romeo Anconetani (4.846 spett.)\| Arbitro: \| Rocca (Vibo Valentia) \| |
| Arbitro:                                          | Rocca (Vibo Valentia) |                       |             |                                                                                                 |

| 8 dicembre 2013 15ª giornata |  | – Turno di riposo |  |  |

| Arbitro: | Sacchi (Macerata) |

|                           |           |  |
| Diniz 2’ Bogliacino 45+1’ | Marcatori |  |

| Arbitro: | Rapuano (Rimini) |

|  |           |               |
|  | Marcatori | 89’ Vannucchi |

#### Girone di ritorno
| Arbitro: | Melidoni (Frattamaggiore) |

|                            |           |  |
| Martella 52’ Goldaniga 74’ | Marcatori |  |

| Arbitro: | Serra (Torino) |

|               |           |  |
| D. Ciofani 9’ | Marcatori |  |

| Arbitro: | Cifelli (Campobasso) |

|                    |           |                            |
| Rozzio 4’ Arma 30’ | Marcatori | 47’ Libertazzi 76’ Pomante |

| Arbitro: | Tardino (Milano) |

|  |           |                       |
|  | Marcatori | 19’ Favasuli 38’ Arma |

| Pisa 2 febbraio 2014, ore 14:30 CEST 22ª giornata | Pisa          | 0 – 0 referto | Catanzaro | Stadio Arena Garibaldi (4100 spett.)\| Arbitro: \| Marini (Roma) \| |
| Arbitro:                                          | Marini (Roma) |               |           |                                                                     |

| Arbitro: | Sacchi (Macerata) |

|                                |           |                             |
| Picone 58’ Gonnelli 89’ (rig.) | Marcatori | 32’ (rig.) Arma 86’ Mannini |

| Arbitro: | Illuzzi (Molfetta) |

|                    |           |            |
| Napoli 8’ Arma 16’ | Marcatori | 71’ Mazzeo |

| Arbitro: | Formato (Benevento) |

|          |           |  |
| Arma 29’ | Marcatori |  |

| Arbitro: | Dei Giudici (Latina) |

|                   |           |          |
| Tripoli 36 ’, 55’ | Marcatori | 29’ Arma |

| Arbitro: | Piccinini (Forlì) |

|                             |           |                         |
| Napoli 18’ (rig.) Forte 36’ | Marcatori | 61’ Guerra 90+5’ Melara |

| Arbitro: | Albertini (Ascoli Piceno) |

|                                               |           |           |
| Burzigotti 3’ Ferretti 33’ Marotta 70’ (rig.) | Marcatori | 90+2’ Cia |

| Arbitro: | Tardino (Milano) |

|                                                             |           |  |
| Arma 16’ (rig.), 57’ (rig.) Rozzio 26’ G. Giovinco 48’, 66’ | Marcatori |  |

| Arbitro: | Rapuano (Rimini) |

|             |           |  |
| A. Volpe 8’ | Marcatori |  |

| 13 aprile 2014 32ª giornata |  | – Turno di riposo |  |  |

| Arbitro: | Ripa (Nocera Inferiore) |

|                 |           |  |
| G. Giovinco 11’ | Marcatori |  |

| Arbitro: | Dei Giudici (Latina) |

|           |           |                              |
| Mungo 29’ | Marcatori | 62’ G. Giovinco 68’ Favasuli |

#### Play-off
| Arbitro: | Sacchi (Macerata) |

|  |           |               |
|  | Marcatori | 87’ Goldaniga |

| Pisa 18 maggio 2014, ore 18:00 Semifinale - andata | Pisa                    | 0 – 0 referto | Frosinone | Stadio Arena Garibaldi - Romeo Anconetani (7727 spett.)\| Arbitro: \| Ripa (Nocera Inferiore) \| |
| Arbitro:                                           | Ripa (Nocera Inferiore) |               |           |                                                                                                  |

| Arbitro: | Abisso (Palermo) |

|                               |           |            |
| D. Ciofani 33’ Paganini 90+1’ | Marcatori | 66’ Kosnic |

### Coppa Italia
| Arbitro: | Brasi (Seregno) |

|              |           |  |
| Martella 39’ | Marcatori |  |

| Arbitro: | Baracani (Firenze) |

|                                                                   |           |                 |
| Rosina 7’ (rig.) D'Agostino 14’ (rig.) Giannetti 20’ Paolucci 32’ | Marcatori | 61’ G. Giovinco |

### Coppa Italia Lega Pro
| Arbitro: | Serra (Torino) |

|                          |           |  |
| Forte 4’ Bollino 73’ 81’ | Marcatori |  |

| Arbitro: | Fiore (Barletta) |

|                                           |           |                     |
| Tempesti 16’, 28’, 31’, 42’ Palazzolo 76’ | Marcatori | 16’ Cia 49’ Bollino |